# Gustav Pauli

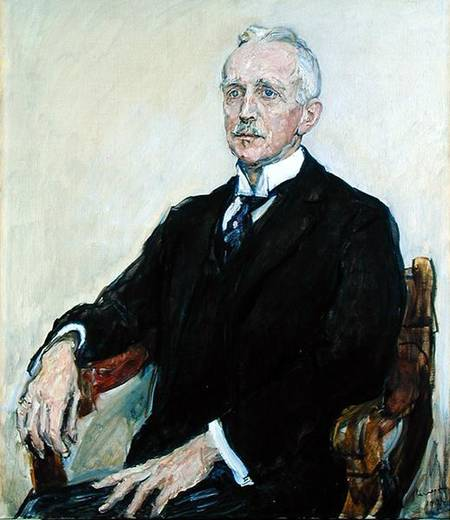
Porträtt av Gustav Pauli, målat av Max Slevogt 1924.

Gustav Pauli, född 2 februari 1866, död 8 juli 1938, var en tysk konsthistoriker.
Pauli var från 1899 chef för Kunsthalle i Bremen och innehade från 1914 samma ställning i Hamburg. Han representerade där det av Alfred Lichtwark grundlagda konstupplysningsarbetet och varifrån han verkat för att göra Tysklands moderna konst bekant också i Skandinavien. Han anordnade bland annat utställningar i Stockholm och Köpenhamn. Förutom en populär bok om Venedig (1898, 5:e upplagan 1926) samt monografier över Thomas Gainsborough, Paula Modersohn-Becker har Pauli utgett Hans Sebald Beham (1901, tillägg 1911), Bartel Beham (1911), Die Hamburger Meister der guten alten Zeit (1925), Die Kunst des Klassizismus und der Romantik (1925, 2:a upplagan 1931). Från museerna i Bremen och Hamburg har Pauli publicerat serier av äldre mästares teckningar.